# Jorge Icaza
Jorge Icaza Coronel (n. 10 iunie 1906 - d. 26 mai 1978) a fost un prozator și regizor de teatru ecuadorian.
A fost principalul reprezentant al indigenismului în literatura țării sale.
A scris o proză de critică socială, prin care a înfățișat dramatismul vieții populației băștinașe.

## Scrieri
- 1933: Lutul muntelui ("Barro de la sierra")
- 1934: Huasipungo
- 1935: Pe străzi ("En los calles")
- 1938: Metișii ("Cholos")
- 1958: Fantele Romero y Flores ("El chulo Romero y Flores")
- 1972: Prizonierii ("Los atrapados").